# Dywizja Romualda Giedroycia
Dywizja Romualda Giedroycia – jedna z formacji zbrojnych okresu powstania kościuszkowskiego.

## Formowanie i struktura dywizji
Improwizowana dywizja gen. Romualda Giedroycia została sformowana na pograniczu żmudzko-kurlandzkim na przełomie kwietnia i maja 1794. Przez 4,5 miesiąca osłaniała to pogranicze oraz organizowała wyprawy na Litwę. We wrześniu 1794 wykonała marsz do Grodna, a następnie – przemianowana na 2 Dywizję – przeszła przez Warszawę do Grójca. Została rozwiązana na wieść o upadku Pragi.
Dywizja nie miała standardowej organizacji. W każdym okresie składała się jednak z trzech rodzajów wojsk: piechoty i strzelców,  kawalerii oraz artylerii. Podział wewnętrzny ograniczał się jedynie do tzw. komed. Występował natomiast podział ugrupowana dywizji:
- marszowy: awangarda, korpus (siły główne) i ariergarda;
- bojowy: pierwsza i druga linia piechoty, prawe i lewe skrzydło (przeważnie jazda), i korpus rezerwowy

## Dowódca
- gen. lejtn. Romuald Tadeusz Giedroyć